# روس كوري
روس كوري هو لاعب هوكي الجليد كندي، ولد في 4 فبراير 1957 في كالغاري في كندا.

## وصلات خارجية
- روس كوري على موقع دوري الهوكي الوطني (الإنجليزية)
- روس كوري على موقع قاعة مشاهير الهوكي (لاعب أن.إتش.أل) (الإنجليزية)
- روس كوري على موقع EliteProspects.com (الإنجليزية)
- روس كوري على موقع HockeyDB.com (الإنجليزية)
- روس كوري على موقع Hockey-Reference.com (الإنجليزية)